# Anno fyrtioåtta
Anno fyrtioåtta är en pjäs av August Strindberg från cirka 1876–77. Pjäsen kan ses som en satirisk drift med dåtidens konservativa, och utspelar sig under marsoroligheterna 1848. Det dröjde många år innan pjäsen sattes upp, och betraktades av Strindberg som misslyckad[källa behövs]. Många av dess motiv, liksom rollfigurer, kom dock att fångas upp och fördjupas i och med romanen Röda rummet.